# Гоа
Го́а (Гоа́; хинди गोआ, порт. Goa) — штат на юго-западе Индии, самый маленький среди штатов по площади и 26-й (из 29) по населённости. Бывшая португальская колония на полуострове Индостан. Население — 3,1 млн человек (26-е место среди штатов; оценка 2017 года). Столица — Панаджи. Крупнейший город — Васко-да-Гама.

## География
Площадь Гоа составляет всего 3702 км², протяжённость с севера на юг — 105 км, с запада на восток — максимально 65 км. Таким образом, Гоа является самым маленьким из двадцати девяти штатов Индии. Гоа расположен в средней части западного побережья Индии. На севере он граничит со штатом Махараштра, на юге и востоке — с Карнатакой, на западе омывается Аравийским морем. Длина береговой линии составляет 101 км.
Узкая полоса побережья отделяет море от горного плато, на востоке переходящего в отроги Западных Гат. Горная цепь Западные Гаты (Сахьядри) представляет собой западную возвышенную окраину Деканского плоскогорья длиной около 1800 км. Западные Гаты занимают около 15 % площади штата, их средняя высота 1200 м. Самая высокая точка Гоа достигает 1167 м над уровнем моря. Береговая линия Гоа изрезана устьями рек, большинство которых берёт начало в Западных Гатах. Крупнейшими реками являются Мандови, Зуари и Чапора.

## Климат
Гоа имеет типичный субэкваториальный климат с резко выраженным сухим и влажным сезоном. На протяжении половины года (с мая по октябрь) в регионе господствует жаркая и влажная погода. Наиболее высокая температура наблюдается в мае, средний максимум составляет 33 °C, и даже в это время сохраняется высокая влажность воздуха (в марте — 73 %). Период муссонов начинается в июне и заканчивается в сентябре. В это время становится прохладнее, температура около 25—30 °C. Муссонный период также характеризуется наибольшим количеством осадков (в июле — около 1000 мм, для сравнения, в Москве за год выпадает в среднем 700 мм).
Сухой сезон в Гоа длится с середины декабря по февраль. Суточные колебания увеличиваются и составляют 10—15 °C. Ночью температура составляет около 20 °C, днём — около 31 °C. Осадки в этот период чрезвычайно редки.
| Показатель                                        | Янв. | Фев. | Март | Апр. | Май   | Июнь  | Июль  | Авг.  | Сен.  | Окт.  | Нояб. | Дек. | Год  |
| ------------------------------------------------- | ---- | ---- | ---- | ---- | ----- | ----- | ----- | ----- | ----- | ----- | ----- | ---- | ---- |
| Средний суточный максимум, °C                     | 31,6 | 31,5 | 32,0 | 33,0 | 33,0  | 30,3  | 28,9  | 28,8  | 29,5  | 31,6  | 32,8  | 32,4 | 31,3 |
| Средний суточный минимум, °C                      | 19,6 | 20,5 | 23,2 | 25,6 | 26,3  | 24,7  | 24,1  | 24,0  | 23,8  | 23,8  | 22,3  | 20,6 | 23,2 |
| Норма осадков, мм                                 | 0,2  | 0,1  | 1,2  | 11,8 | 112,7 | 868,2 | 994,8 | 512,7 | 251,9 | 124,8 | 30,9  | 16,7 | 2926 |
| Источник: Всемирная метеорологическая организация |      |      |      |      |       |       |       |       |       |       |       |      |      |

### Солнечная активность
| Солнечное сияние, часов за месяц | Солнечное сияние, часов за месяц | Солнечное сияние, часов за месяц | Солнечное сияние, часов за месяц | Солнечное сияние, часов за месяц | Солнечное сияние, часов за месяц | Солнечное сияние, часов за месяц | Солнечное сияние, часов за месяц | Солнечное сияние, часов за месяц | Солнечное сияние, часов за месяц | Солнечное сияние, часов за месяц | Солнечное сияние, часов за месяц | Солнечное сияние, часов за месяц | Солнечное сияние, часов за месяц |
| Месяц                            | Янв                              | Фев                              | Мар                              | Апр                              | Май                              | Июн                              | Июл                              | Авг                              | Сен                              | Окт                              | Ноя                              | Дек                              | Год                              |
| Солнечное сияние, ч              | 313,1                            | 301,6                            | 291,4                            | 288,0                            | 297,6                            | 126,0                            | 105,4                            | 120,9                            | 177,0                            | 248,0                            | 273,0                            | 300,7                            | 2842,7                           |
| -------------------------------- | -------------------------------- | -------------------------------- | -------------------------------- | -------------------------------- | -------------------------------- | -------------------------------- | -------------------------------- | -------------------------------- | -------------------------------- | -------------------------------- | -------------------------------- | -------------------------------- | -------------------------------- |

#### Часов солнечного сияния, в среднем за сутки
С декабря по апрель в среднем число солнечных часов составляет около 10. Наименьшее — с июня по август — от 4 до 5.
| янв | фев | мар | апр | май | июн | июл | авг | сен | окт | ноя | дек |
| --- | --- | --- | --- | --- | --- | --- | --- | --- | --- | --- | --- |
| 10  | 10  | 9   | 10  | 9   | 5   | 4   | 4   | 6   | 8   | 9   | 10  |

#### Продолжительность дня
Гоа расположен в низких широтах, поэтому продолжительность дня не сильно колеблется в зависимости от сезона. С февраля по октябрь день длится 12 и более часов, с ноября по январь — 11 ч.

### Осадки

#### Число дней с осадками
С декабря по апрель в Гоа осадки очень редки, на июнь и июль приходится максимальное количество дней с осадками — свыше 20.
| янв | фев | мар | апр | май | июн  | июл  | авг  | сен  | окт | ноя | дек | год |
| --- | --- | --- | --- | --- | ---- | ---- | ---- | ---- | --- | --- | --- | --- |
| 0,0 | 0,0 | 0,1 | 0,8 | 4,2 | 21,9 | 27,2 | 13,3 | 13,5 | 6,2 | 2,5 | 0,4 |     |

### Ветер
В сентябре — декабре и январе — марте средняя скорость ветра — 6—7 км/ч.

#### Средняя скорость ветра (км/ч)
| янв | фев | мар | апр | май | июн | июл | авг | сен | окт | ноя | дек |
| --- | --- | --- | --- | --- | --- | --- | --- | --- | --- | --- | --- |
| 6   | 7   | 7   | 8   | 9   | 11  | 13  | 10  | 7   | 6   | 6   | 6   |

#### Максимальная скорость ветра (км/ч)
| янв | фев | мар | апр | май | июн | июл | авг | сен | окт | ноя | дек |
| --- | --- | --- | --- | --- | --- | --- | --- | --- | --- | --- | --- |
| 85  | 74  | 61  | 63  | 56  | 81  | 83  | 93  | 39  | 78  | 74  | 63  |

### Температура воды
В Гоа купальный сезон длится круглый год, преобладающая температура воды — 28—29 °С, максимальная — в мае, достигает 30 °С.
| Показатель              | Янв. | Фев. | Март | Апр. | Май | Июнь | Июль | Авг. | Сен. | Окт. | Нояб. | Дек. |
| ----------------------- | ---- | ---- | ---- | ---- | --- | ---- | ---- | ---- | ---- | ---- | ----- | ---- |
| Средняя температура, °C | 28   | 28   | 28   | 29   | 30  | 29   | 28   | 28   | 28   | 29   | 29    | 28   |

## История
Первым европейцем, ступившим на землю Гоа, достигнув её морским путём, был Афонсу д’Албукерки, который завоевал Гоа в 1510 году. Старый Гоа становится столицей Португальской Индии под управлением губернатора Афонсу д’Албукерки. Васко да Гама был следующим губернатором после Афонсу д’Албукерки. Управлявшиеся из Гоа земли простирались от африканской Момбасы до китайского Макао. С этого времени начинается золотой век Гоа. Хотя колонизаторы поощряли смешанные браки, католичество насаждалось весьма жёстко — не в последнюю очередь благодаря усилиям инквизиции. Отсюда вёл свою миссионерскую деятельность св. Франциск Ксаверий, здесь же он и похоронен. В XVII веке иезуитскую миссию в Гоа возглавлял Антониу де Андраде, первый европеец, пересёкший Гималаи и попавший в Тибет.
Старый Гоа был прозван «городом церквей», архитектурной красотой превосходящих все христианские храмы Востока.
В течение XVI века португальские короли не оставляли планов использования Гоа в качестве плацдарма для покорения всей Индии или, по крайней мере, её прибрежных районов. Первейшей целью их экспансии была гуджаратская крепость на острове Диу, однако нападения 1509, 1521 и 1531 годов были отбиты местным князем. В 1535 году он сам был вынужден передать остров Диу в руки португальцев в обмен на помощь в борьбе с наступлением Великих Моголов. В 1558—1559 годах португальцы овладели Даманом на противоположном берегу залива, тем самым перекрыв вход в залив для судов прочих европейских держав.
Процветание Гоа закончилось в конце XVII века, когда португальская торговая монополия в Индийском океане была подорвана голландцами и англичанами. Со временем их владения со всех сторон окружили Гоа, значение которого продолжало падать. Большая часть прежде великолепных общественных зданий оказалась в развалинах, особенно после того, как губернатор переехал в новую столицу Панаджи. Несмотря на это, Старый Гоа оставался духовной метрополией всего римско-католического населения Индии. Его постройки колониального периода внесены в Список всемирного наследия ЮНЕСКО.
Во время Наполеоновских войн Гоа находился в руках британцев.
В декабре 1961 года Гоа был захвачен индийскими войсками и объявлен «союзной территорией» вместе с Даманом и Диу. Португалия признала суверенитет Индии над Гоа только после революции 1974 года. Штат Гоа был выделен из состава союзной территории в 1987 году.
С конца 1960-х годов в Гоа устремилось большое количество хиппи. Многие из них впоследствии здесь осели. Гоа является местом паломничества поклонников гоа-транса со всего мира. Гоа также пользуется популярностью среди российских туристов.

## Этимология
В древней литературе Гоа известен миру под множеством названий — Гоманта, Гоманчала, Гопакапаттам, Гопакапури, Говапури, Говем и Гомантак. Индийский героический эпос Махабхарата называет регион Гоа иным названием — Гопараштра или Говараштра, что в переводе с санскрита означает страна пастухов, скотников. В текстах III века до н. э. Гоа известен как Апаранта и также упоминается под этим названием в трудах греческого историка Птолемея. В III веке греки называли эту страну Нелькинда. Другие исторические названия, данные этой области, — Синдапур, Сандабур и Махассапатам.

## Административно-территориальное деление
- Северный Гоа
- Южный Гоа

## Языки
Согласно «Акту об официальных языках Гоа, Дамана и Диу» от 1987 года (англ. The Goa, Daman and Diu Official Language Act) единственным официальным языком штата Гоа является конкани, но предусматривается особый статус языка маратхи.
Конкани является родным языком для 61,2 % жителей штата. По данным на 1991 год, из других языков наиболее распространёнными являются маратхи (27,12 %), каннада (3,41 %), урду (2,81 %) и хинди (2,09 %).

## Транспорт
Авиасообщение штата происходит через аэропорт «Даболим», а также аэропорт «Манохар» на севере штата.